# Slatina, Cirkulane
Slatina je naselje v Občini Cirkulane.

## Opis
Slatina je razloženo naselje na pobočjih levega brega potoka Belana.